# Großklöpfach
Großklöpfach ist ein Gemeindeteil von Leiblfing im niederbayerischen Landkreis Straubing-Bogen.
Die Einöde liegt fünf Kilometer nordwestlich des Ortskerns von Leiblfing und 1,3 Kilometer nördlich von Kleinklöpfach.
Großklöpfach war ein Gemeindeteil der Gemeinde Eschlbach, die am 1. April 1971 nach Leiblfing eingemeindet wurde.